# Maine Nordiques (2019–)
Maine Nordiques är ett amerikanskt juniorishockeylag som spelar i North American Hockey League (NAHL) sedan säsongen 2019–2020. De spelar sina hemmamatcher i inomhusarenan Androscoggin Bank Colisée, som har en publikkapacitet uppemot 4 000 åskådare vid ishockeyarrangemang, i Lewiston i Maine. Nordiques har inte vunnit någon Robertson Cup, som delas ut till det lag som vinner NAHL:s slutspel.
Laget har ännu inte hunnit fostrat någon nämnvärd spelare.